# یواس‌اس بوفورت (پی‌سی‌اس-۱۳۸۷)
یواس‌اس بوفورت (پی‌سی‌اس-۱۳۸۷) (به انگلیسی: USS Beaufort (PCS-1387)) یک کشتی بود که طول آن 136' بود. این کشتی در سال ۱۹۴۴ ساخته شد.